# Broager Kirke
Die Broager Kirke (deutsch Kirche von Broacker) ist eine Doppelturmkirche im nordschleswigschen Ort Broager auf der Halbinsel Broager Land auf der Nordseite der Flensburger Förde in Dänemark. Die evangelisch-lutherische Kirchengemeinde der Dänischen Volkskirche gehört heute zum Bistum Haderslev.

## Geschichte
Die Kirche wurde um 1200 am nördlichen Ortsrand auf einem 40 Meter hohen Hügel errichtet. Erstmals erwähnt wurde sie 1209, als der Schleswiger Bischof Einkommen aus dem Kirchspiel dem Rudekloster übereignete. Vermutlich war sie der Jungfrau Maria geweiht.
Die romanische Kirche wurde aus Klostersteinen (dänisch munkesten) errichtet und ist zumindest heutzutage weiß gekalkt. Der ursprüngliche Bau bestand aus Apsis, Chor, einem Kirchenschiff und vermutlich einem einfachen Turm. Um 1250 wurde das Gebäude durch zwei Querhäuser zu einem kreuzförmigen Grundriss erweitert und erhielt den auffälligen Doppelturm (Zwillingstürme). Zwischen 1400 und 1500 wurden gotische Kreuzrippengewölbe eingezogen, durch die die romanischen Fensterwölbungen teilweise verdeckt sind. Etwa zur selben Zeit wurde dem Bau eine Sakristei hinzugefügt. Die Westwand des Turms wurde zum Ende des 19. Jahrhunderts verstärkt. Seit 1896 ist die Kirche durchgehend mit Schiefer gedeckt. 1924 bis 1927 wurde die Kirche umfassend restauriert. Dabei wurden alte Fresken wiederentdeckt, die erneuert wurden. Eine weitere Restaurierung fand in den 1990er Jahren statt.

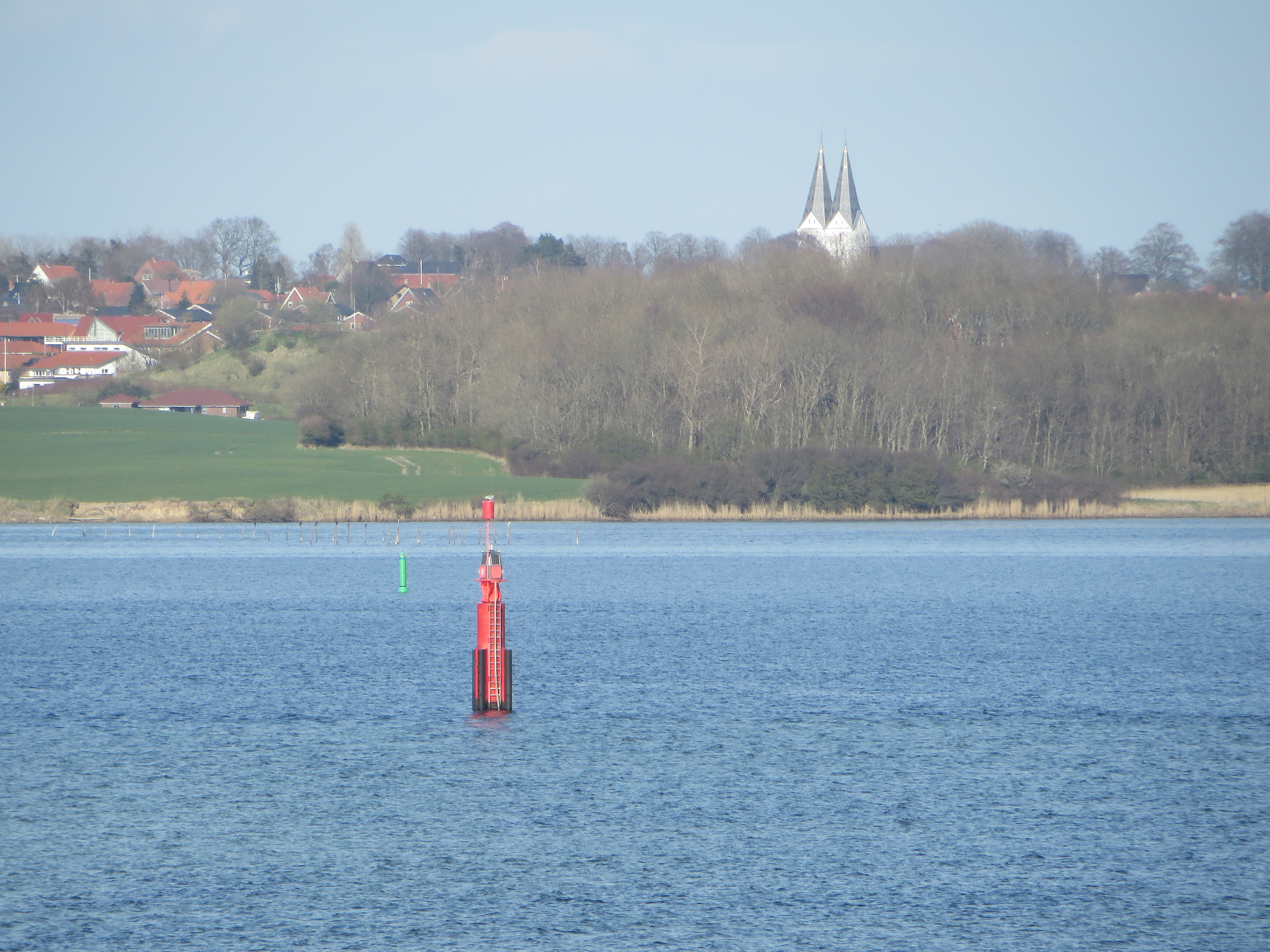
Broager Kirke als Orientierungspunkt auf der Flensburger Förde, Blick von Deutschland (Halbinsel Holnis), 2015

Aufgrund ihrer hohen Lage auf einem der höchsten Punkte der Halbinsel Broager Land von allen Seiten weithin sichtbar, wurde die Kirche in früheren Zeiten vom Wasser aus als Seezeichen für die Schifffahrt auf der Flensburger Förde genutzt. Die Kirche gehört seit ungefähr Anfang des 20. Jahrhunderts bis heute zu den Foto- und Postkartenmotiven der Region.
Die Zwillingstürme erlangten im Frühjahr 1864 im Rahmen der Kämpfe des Deutsch-Dänischen Krieges um die Düppeler Schanzen eine militärische Bedeutung. Die angreifenden preußischen Truppen postierten auf der Turmspitze der Kirche einen Ausguckposten, der das Artilleriefeuer der preußischen Kanonen der Gammelmark-Batterie südlich des Vemmingbund beim Beschuss der Düppeler Schanzen beobachtete und die Treffergenauigkeit der Kanoniere korrigieren konnte.

## Ausstattung
Die 1924 aufgefundenen Wandmalereien stammen aus vier Perioden: In der Erbauungszeit um 1200 wurden der Chorbogen, die Fensterleibungen und die Nischen der Seitenaltäre verziert und die Weihekreuze angebracht. Um 1250 entstand der thronende Christus in der Mandorla in der Apsis. Die ihn umgebenden Personen, vermutlich die Apostel, sind unvollständig erhalten. Das im 15. Jahrhundert eingezogene Gewölbe und die Seitenschiffe wurden um 1500 ausgemalt, u. a. mit einer großflächigen Darstellung des Jüngsten Gerichts im Hauptschiff. Anhand der Gestalt der Ranken, die sich ähnlich auch in weiteren Kirchen in der Nachbarschaft finden, ist der Künstler Peter Ly.kt zu identifizieren. Als letztes kamen 1587, also nach der Reformation, die Evangelisten im Chorgewölbe dazu.
Die schlichte Granittaufe mit vier Männerköpfen am Fuß stammt aus der Erbauungszeit, der hölzerne Deckel in Form einer Krone von 1780. Das romanische Triumphkreuz ist eine Arbeit von etwa 1250. Es hing ursprünglich im Chorbogen.
Die Renaissance-Kanzel mit quadratischem Schalldeckel stammt aus dem Jahr 1591. Die sechs farbig gestalteten Reliefs zeigen Szenen aus der Heilsgeschichte (Sündenfall, die eherne Schlange, Geburt Christi, Kreuzigung, Auferstehung, Jüngstes Gericht). Die erläuternden Texte sind niederdeutsch. Die Kanzel ist vermutlich ein Werk von Johan van Bremen, der auch die Kanzel in der Johanniskirche in Flensburg schuf. Das theologische Bildprogramm entspricht den Kanzeln des sogenannten Ostflensburger Kanzeltyps von dessen Schüler Heinrich Ringerink. Der quadratische Kanzeldeckel wurde erst 1780 geschaffen.
Die Kirche besitzt eine barocke Altartafel mit gemalter Darstellung des Kreuzigung im Mittelfeld in einem reichgeschnitzten Rahmen im Stil des Akanthusbarocks aus dem Jahr 1717. Die Schnitzerei ist ein Werk des Sonderborger Bildhauers Anthon Günther Lundt, die Bilder malte der Flensburger „Schilderer“ Friedrich Wilhelm Petersen. 1994 wurde sie von ihrem bisherigen Platz auf dem Altartisch entfernt und steht nach der Renovierung 2001 im südlichen Querhaus.
Als Besonderheit sticht die große Holzfigur des heiligen Georg als Drachentöter heraus, die sich früher im Turmraum befand und heute in der Nordkapelle der Kirche aufgestellt ist. Sie stammt aus der Zeit um 1500. Eine sehr ähnliche Darstellung aus der mittelalterlichen Marienkirche in Husum befindet sich im Landesmuseum für Kunst und Kulturgeschichte auf Schloss Gottorf. Hinter der Figur in der Nordkapelle befindet sich ein Fresko von 1500, das die Legende des Heiligen darstellt.

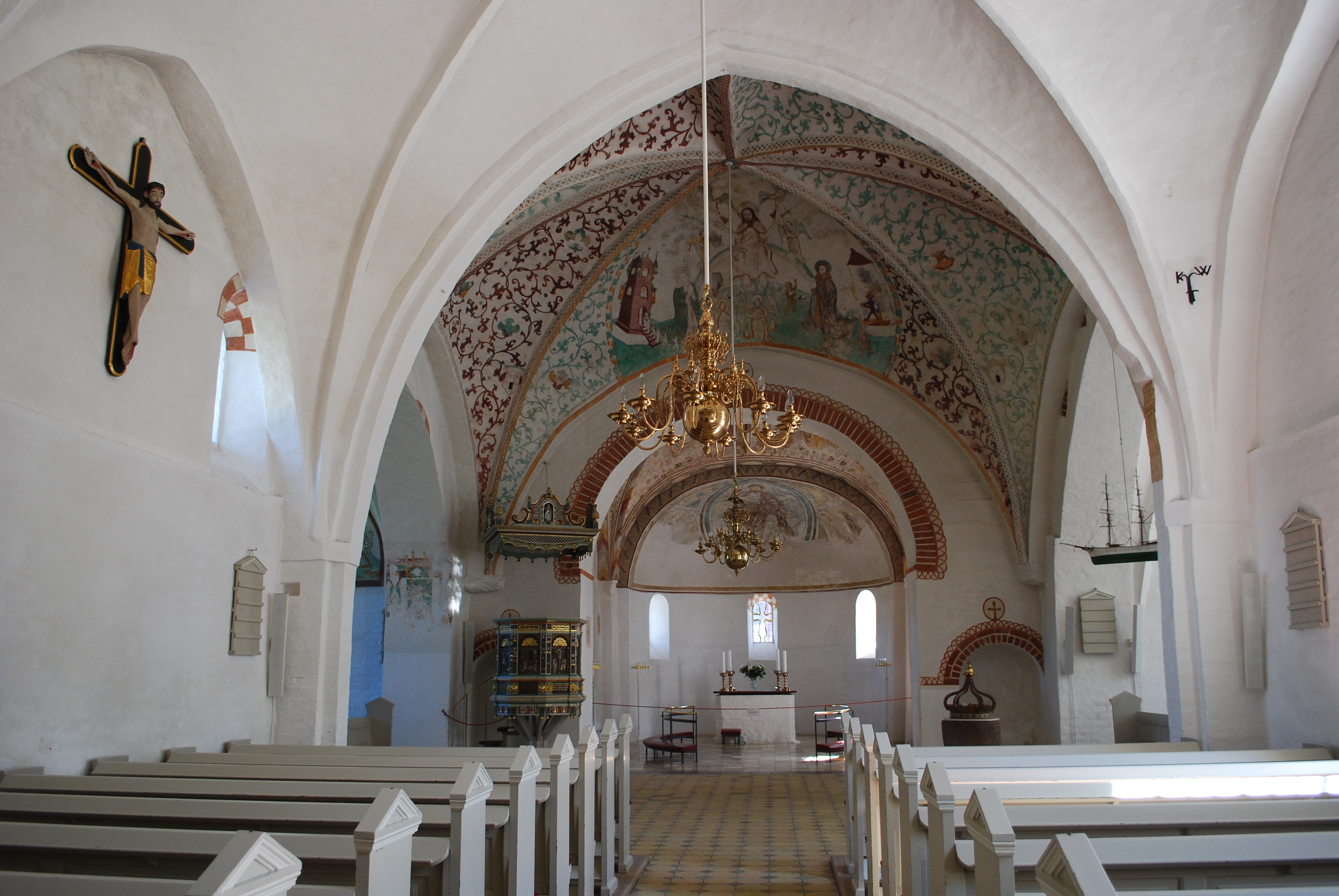
Das Kircheninnere mit Blick Richtung Altar.
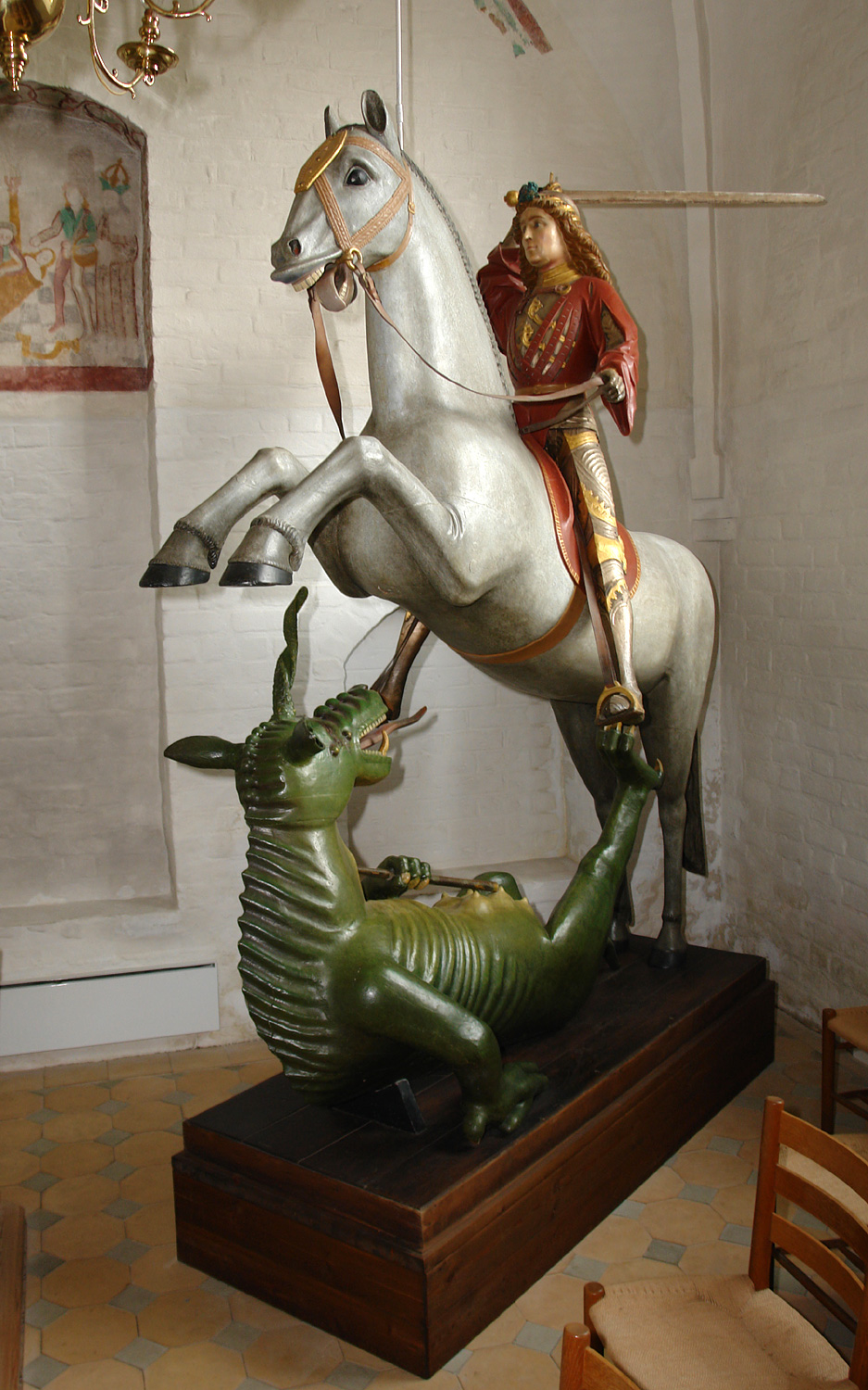
Holzfigur des heiligen Georg mit dem Drachen.
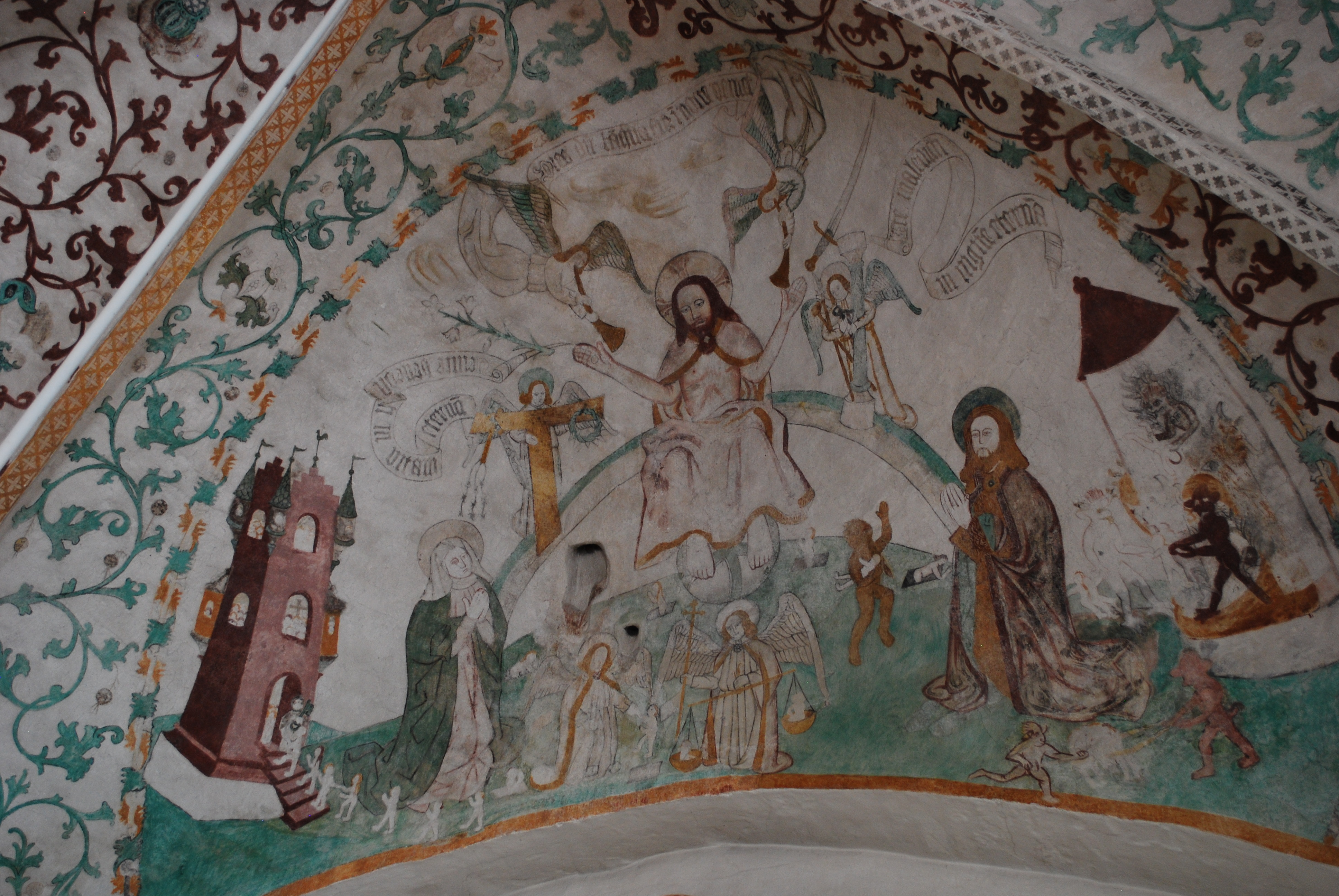
Gotische Wandmalerei im Gewölbe vor dem Chorbogen mit der Darstellung des Jüngsten Gerichts.
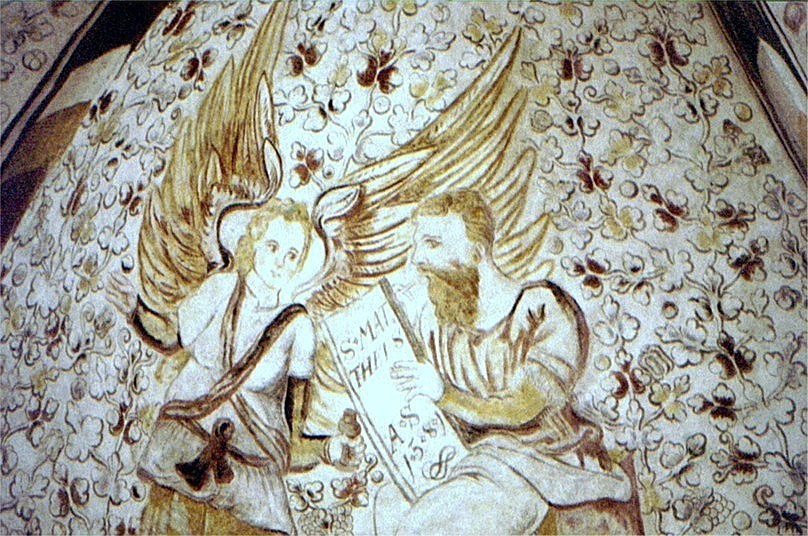
Renaissancezeitliche Wandmalerei mit Darstellung des Evangelisten Matthäus mit seinem Symbol, dem geflügelten Menschen.
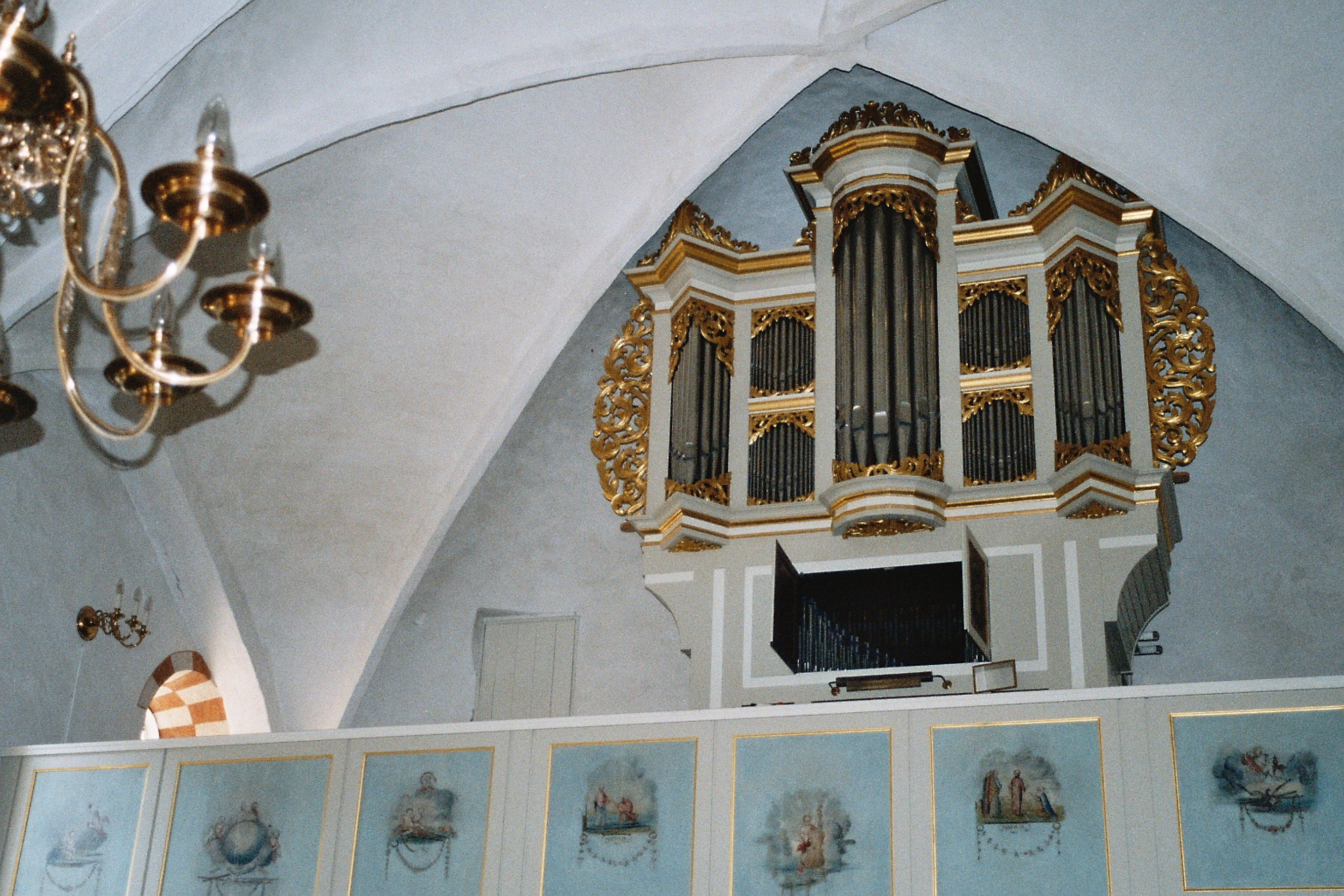
Orgel.
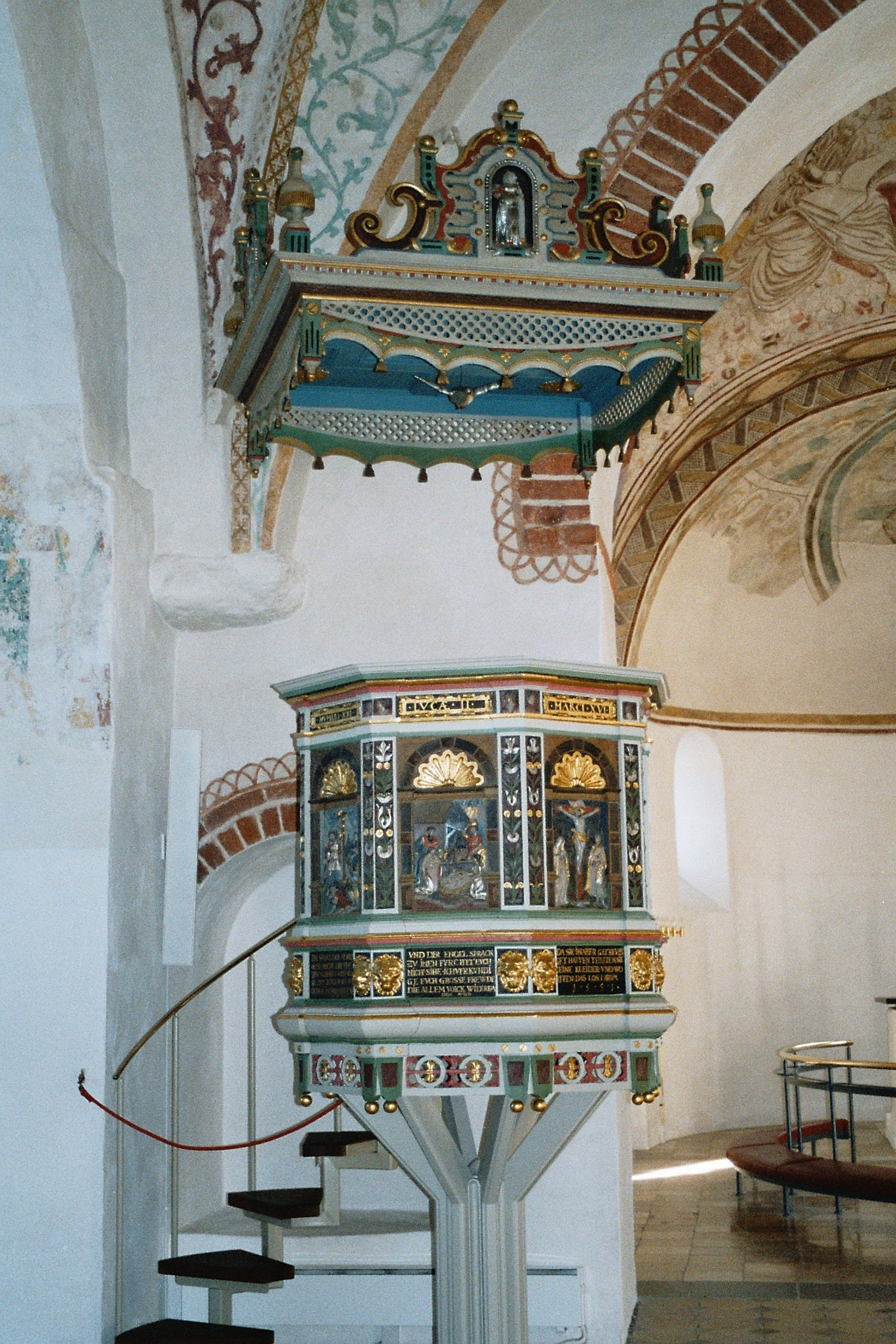
Kanzel.
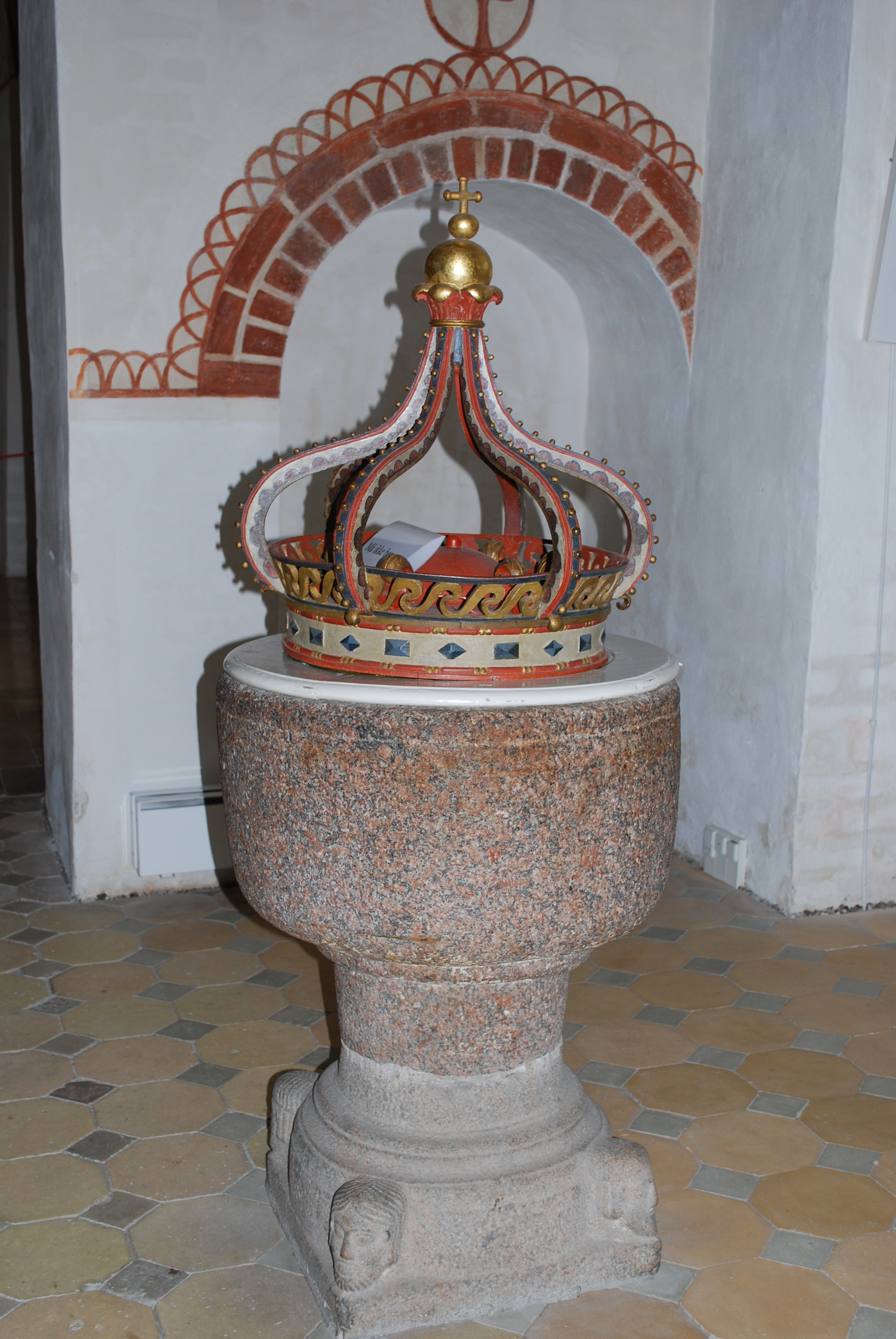
Taufe.

## Orgel

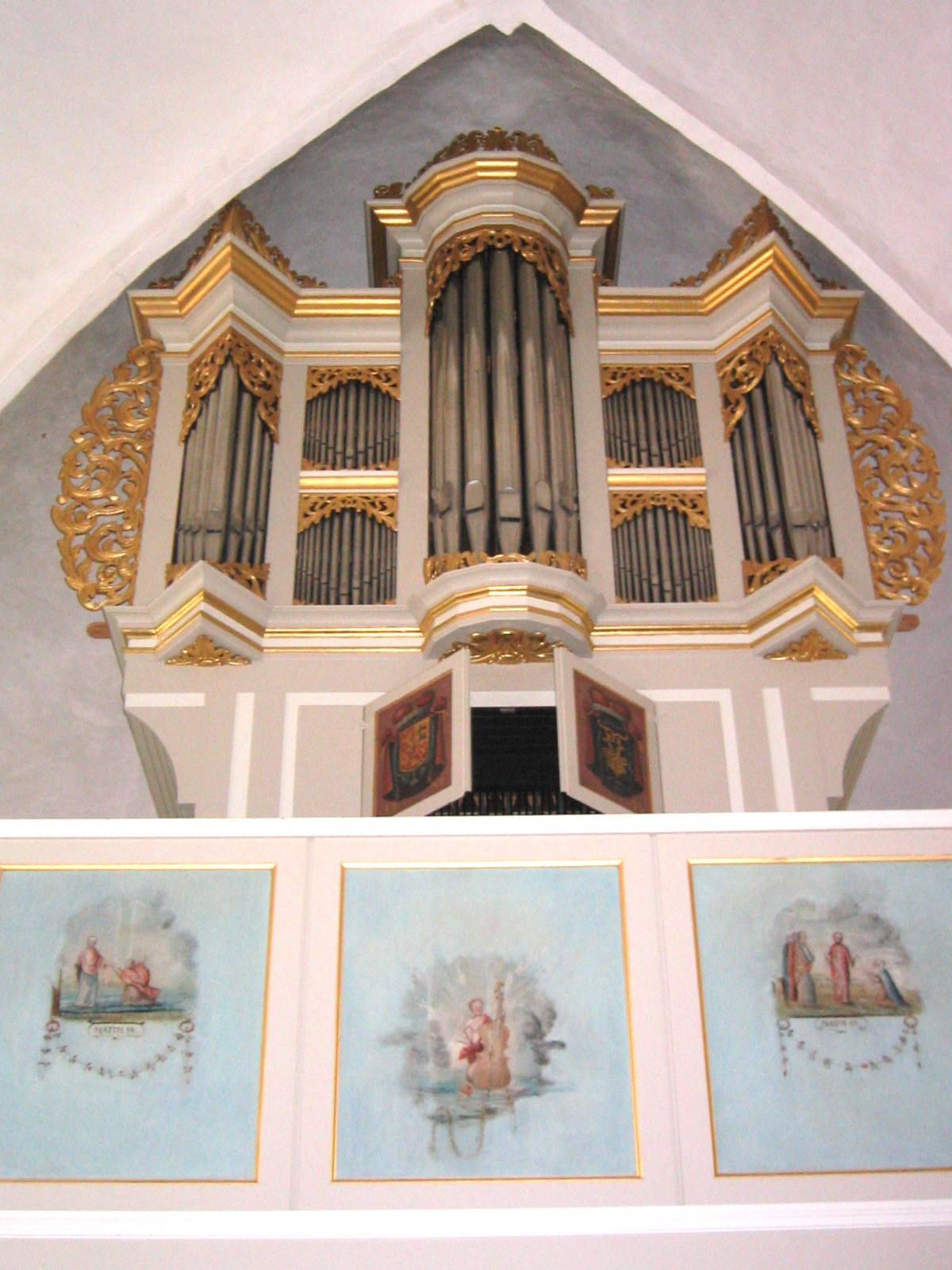
Die Orgel im historischen Prospekt von 1740

Die heutige Orgel wurde 1967 von der Orgelbaufirma Marcussen & Søn erbaut. Der barocke Orgelprospekt stammt von einem Vorgängerinstrument von Johann Dietrich Busch aus dem Jahr 1740. Die Disposition der Marcussen-Orgel lautet:
| I Hovedværk C–g3 |              |    |
| 1.               | Principal    | 8′ |
| 2.               | Rørfløjte    | 8′ |
| 3.               | Oktav        | 4′ |
| 4.               | Gedaktfløjte | 4′ |
| 5.               | Gemshorn     | 2′ |
| 6.               | Mixtur IV    |    |
| 7.               | Dulcian      | 8′ |

| II Brystværk C–g3 |           |       |
| 8.                | Gedakt    | 8′    |
| 9.                | Rørfløjte | 4′    |
| 10.               | Principal | 2′    |
| 11.               | Nasat     | 1 ⁄3′ |
| 12.               | Cymbel II |       |
| 13.               | Regal     | 8′    |
|                   | Tremulant |       |

| Pedal C–f1 |         |                                            |
| 14.        | Subbas  | 16′                                        |
| 15.        | Oktav   | 8′ (C-F zusammen mit Principal 8′ = Nr. 1) |
| 16.        | Gedakt  | 8′ (C-f aus Subbas 16′ = Nr. 14)           |
| 17.        | Nathorn | 4′                                         |
| 18.        | Fagot   | 16′                                        |

- Koppeln: I/II, I/P, II/P
- Traktur: Schleifladen, vollmechanisch

## Friedhof
Rund um die Kirche befindet sich ein Friedhof mit zahlreichen Gräbern. Dortige Denkmäler erinnern an die Schleswig-Holsteinische Erhebung von 1848 bis 1851, den Deutsch-Dänischen Krieg von 1864 und den Ersten Weltkrieg (1914–18). 1922 wurde ein Gedenkhügel in Form eines Hügelgrabes für 180 im Ersten Weltkrieg gefallene Bewohner des Kirchspiels errichtet (siehe: Gefallenendenkmal in Broager). Unweit des westlichen Eingangs befindet sich ein Gedenkstein, der an zwei Gendarmen erinnert, die 1944 in einem Konzentrationslager starben.

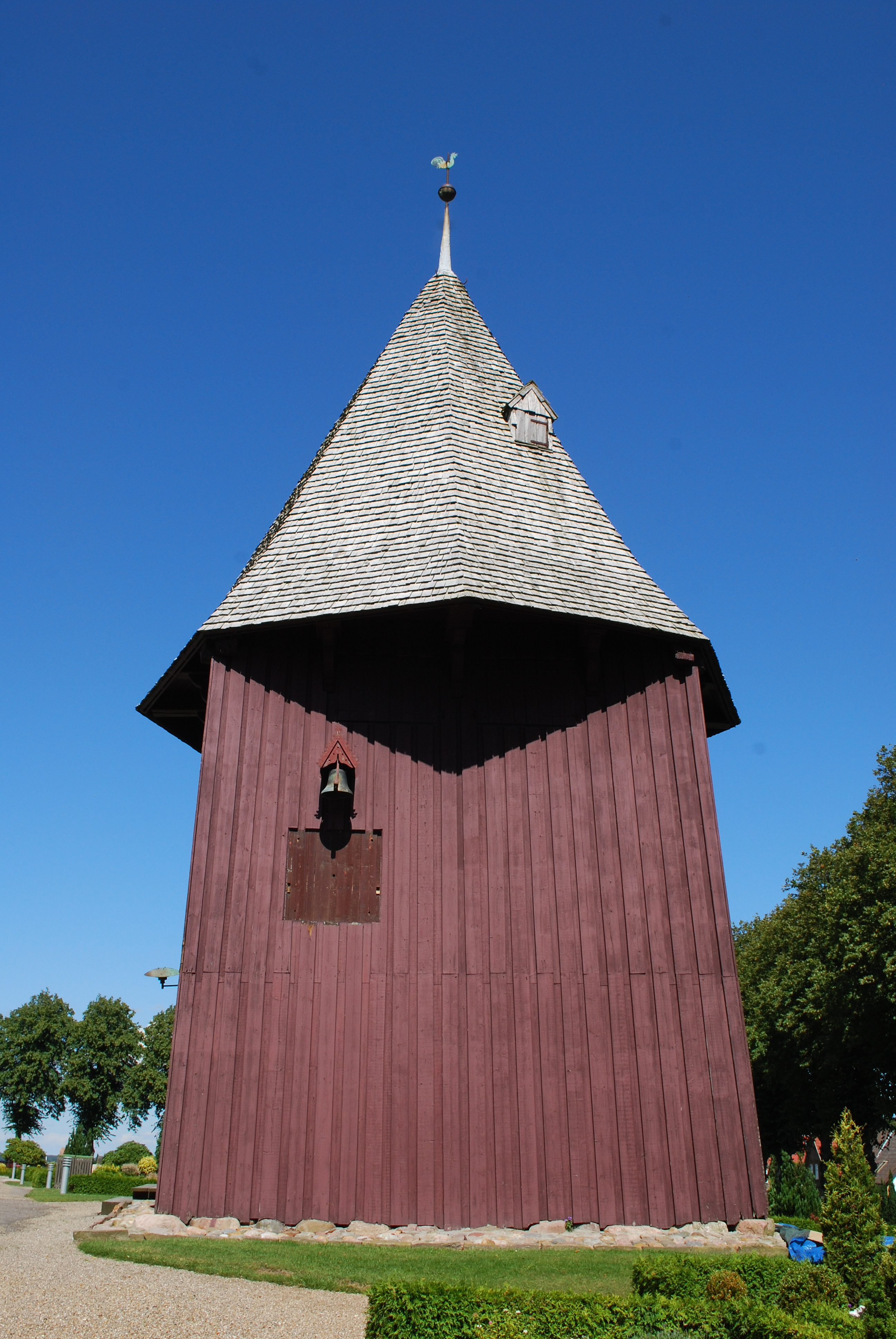
Glockenhaus Broager Kirke, 2012

## Glockenhaus
Östlich der Kirche auf dem Friedhof steht ein freistehendes, hölzernes Glockenhaus. Es wurde 1650 als Glockenstapel errichtet, der die drei Kirchturmglocken aufnehmen musste, da der eigentliche Kirchturm eine zu geringe Stabilität besaß. Nach der Verstärkung des Kirchturmes im 19. Jahrhundert wurden die Glocken im Jahr 1904 wieder zurückversetzt. Das Glockenhaus mit einer Grundfläche von 7 mal 7 m besitzt ein achtseitiges, spitz zulaufendes Schindeldach. 1976 wurde das Bauwerk restauriert. Es dient seitdem als Begräbniskapelle. Das Glockenhaus soll das größte seiner Art in ganz Nord- und Südschleswig darstellen. Darüber hinaus soll das Bauwerk auch der größte freistehende Glockenturm Dänemarks sein.

## Sagen zur Broager Kirke
Neben der Sage um den Düppeler Stein, bei welcher die Kirche Broagers hin und wieder Erwähnung findet, existieren die folgenden Sagen:

### Sage von den Doppeltürmen von Broager
Zur Entstehung des Doppelturms der Broager Kirche gibt es folgende Sage: Einst ließ ein frommer Ritter von Burg Schmölwall, nördlich von Broager, auf seine Kosten im Ort eine Kirche errichten. Doch ehe sie vollendet war, musste er an einem Kreuzzug ins Heilige Land teilnehmen. Seine schwangere Frau bat er, den Bau weiterzuführen. Wenn sie einen Sohn gebären würde, solle sie einen spitzen Turm errichten lassen. Wenn sie eine Tochter gebären würde, solle sie einen stumpfen Turm errichten lassen. Als der Ritter eines Tages zurückkehrte, erkannte er schon aus weiter Ferne, dass zwei spitze Türme die Kirche zierten. Seine Frau hatte getan, wie er sie geheißen hatte: Sie hatte nämlich zwei Knaben auf einmal bekommen. – Diese Sage wird bis heute auf der deutschen Seite der Förde, insbesondere beim Blick von Holnis aus, wo die Türme gut zu erkennen sind, gerne erzählt; sie findet sich aber auch in dänischen Sagensammlungen.

### Sage von den zusammengewachsenen Schwestern
Eine weitere Sage erklärt, dass die Kirche von zwei Schwestern, die „zusammengewachsen waren“ (vgl. Siamesische Zwillinge) und auf dem nahgelegten Schloss namens Schmölwall gelebt hätten, gebaut worden sei. Doch eine der Schwestern starb sieben Jahre vor der anderen, weshalb einer der beiden Türme kürzer sei.
Anders als in dieser Sage berichtet, sind die beiden Türme gleich hoch, auch wenn es zum Teil anders wahrgenommen wird. Diese Sage, die eine weitere Erklärung für die Gestalt der beiden Kirchtürme liefert, dürfte weniger bekannt sein als die Erstgenannte.

### Erzählung von einem Tunnel zwischen dem Schmölwall und der Broager Kirche
Erzählungen von einem Tunnel zwischen Schmölwall und der Broager Kirche gelten heute als frei erfunden.